# Kod genetyczny (serial telewizyjny)
Kod genetyczny – polski serial obyczajowo-kryminalny udostępniany w serwisie Player oraz emitowany na antenie TVN w sezonie wiosennym 2020 roku.
20 marca 2020 Grupa TVN podjęła decyzję o zawieszeniu emisji serialu z końcem marca na czas nieokreślony z powodu rozprzestrzeniania się koronawirusa w Polsce i wprowadzonego stanu zagrożenia epidemiologicznego. Jednak 27 marca nadawca podjął decyzję o kontynuowaniu emisji telewizyjnej.

## Opis fabuły
Tomasz Skowroński (Adam Woronowicz) to wybitny genetyk z Instytutu Badań Kryminalistycznych, który obsesyjnie szuka prawdy. Po śmierci żony zdecydował się na związek z Izabelą Berger (Karolina Gruszka). Jego relacja z dorastającym synem Piotrem (Maciej Musiałowski) jest trudna, ponieważ chłopak nie pogodził się ze śmiercią matki i nie akceptuje swojego ojca. Konflikt narasta, kiedy syn Piotr wdaje się w płomienny romans z partnerką ojca. Całe zdarzenie prowadzi do tragedii, której skutkiem jest śmierć kochanej osoby.

## Obsada
| Aktor                   | Rola               |
| ----------------------- | ------------------ |
| Adam Woronowicz         | Tomasz Skowroński  |
| Karolina Gruszka        | Izabela Berger     |
| Maciej Musiałowski      | Piotr Skowroński   |
| Joachim Lamża           | Franciszek Biernat |
| Julia Kijowska          | Joanna Starzyńska  |
| Michał Żurawski         | Jacek Starzyński   |
| Katarzyna Herman        | Wanda Zadara       |
| Krzysztof Pieczyński    | Janusz Zadara      |
| Anna Radwan             | Maria Gradoń       |
| Oliwia Bosowska         | Emilka             |
| Krzysztof Jędrysek      | Birecki            |
| Szymon Piotr Warszawski | Marcin Moziłło     |
| Marcel Sabat            | prokurator Kalita  |
| Diana Zamojska          | Aleksandra Zawada  |

## Spis serii
| Seria | Sezon       | Odcinki | Premiera serii | Finał serii      | Pora emisji        | Średnia oglądalność |
| ----- | ----------- | ------- | -------------- | ---------------- | ------------------ | ------------------- |
| 1.    | wiosna 2020 | 1–8 (8) | 2 marca 2020   | 27 kwietnia 2020 | poniedziałek 21.30 | 1 089 570           |